# Demetrio Pepagomenos
Demetrios Pepagomenos o Demetrius Pepagomenus (en griego: Δημήτριος Πεπαγωμένος) fue un sabio bizantino que residió en Constantinopla. Trabajaba como médico, médico veterinario y naturalista. Es recordado por haber realizado la descripción general de la gota.

## Biografía

### Médico de la corte bizantina
Se sabe que Demetrios Pepagomenos era médico en la corte del emperador Manuel II Paleólogo (r. 1391-1425). El emperador le encargó que compusiera una obra sobre la gota. Su trabajo lo publicó con el nombre de Σύνταγμα περὶ τῆς ποδάγρας. En esta obra, Pepagomenos considera a la gota como una diátesis provocada por una eliminación defectuosa de las excretas.
Se atribuye a Demetrios Pepagomenos la descripción general de la gota. John Chumnus (utilizando el trabajo de Pepagomenos) encontraría que hay, específicamente, dietas adecuadas para tratar la enfermedad.

### Médico en la corte del déspota de Morea
En 1415, visitó Morea junto al emperador Manuel II Paleólogo (r. 1391-1425). Se quedó en Mistrá para servir como médico de la corte del déspota de Morea, Teodoro II Paleólogo (r. 1407-1443).
Asistió al parto de Cleofa Malatesta Palaiogina en 1433. Debido a la posterior muerte de Cleofa, pronunció una oración fúnebre.
Pepagomenos pudo haber sido el copista del manuscrito médico Paris gr. 2256.  Fue destinatario de cartas de Juan Eugenikos,  y corresponsal del cardenal Bessarion . 
Sobre su vida posterior, poco se conoce. Demetrios Pepagomenos es satirizado en una sátira del siglo XV, El viaje al Hades de Mazaris, como un médico que se envenenó a sí mismo. Mazaris dice que tuvo dos hijos: el mayor, Saromates ("Ojos de lagarto"), también médico, y Teodosio, el pequeño canalla, que era un trepador social. 

## Traducción y publicación de obras.
Se le atribute las siguientes obras
- Tratado sobre la gota ( Σύνταγμα περὶ τῆς ποδάγρας ).[10] Esta obra fue traducida y publicada en latín en 1517 por el humanista Marco Musuro en Venecia.[11] También se publicaron en París en 1558. [12][13]
- Dos tratados dedicados a los halcones, Sobre la cría de los halcones y los cuidados que se les deben dar ( Περὶ τῆς τῶν ἱεράκων ἀνατροφῆς τε καὶ θηρεία ) y Segundo tratado ornitológico más agropecuario sobre el halcón ( Ἕτερον ὀρνεοσόφιον ἀγροικότερον εἰς ἱέρακα)[14]
- Un tratado dedicado a la cría de perros ( Βιβλίον περὶ κυνῶν ἐπιμελείας , inspirado en el tratado de Flavio Arriano sobre el mismo tema), que se encuentra en siete de los ocho manuscritos mencionados anteriormente (excepto Monac.gr. 135 ) que siguen a los dos tratados sobre cetrería, sin dar nunca el nombre del autor.

El primer tratado de los halcones y el de los perros, deben ser del mismo autor. El segundo tratado, es el único que tiene un nombre: Demetrio de Constantinopla. Ange Vergèce identifico a este Demetrio de Constantinopla con Demetrio Pepagomenos.
Demetrio también se dedico a la labor de copista. 
Por ejemplo el de París. gramo. 2256 , firmado por él, fue copiado; copió una colección médica que incluía textos de Hipócrates y Aecio de Amida, así como De urinis de Joannes Actuarius.